# 15818 DeVeny
15818 DeVeny eller 1994 RO7 är en asteroid i huvudbältet som upptäcktes den 12 september 1994 av Spacewatch vid Kitt Peak-observatoriet. Den är uppkallad efter James B. DeVeny.
Asteroiden har en diameter på ungefär 3 kilometer.